# 篠原義政

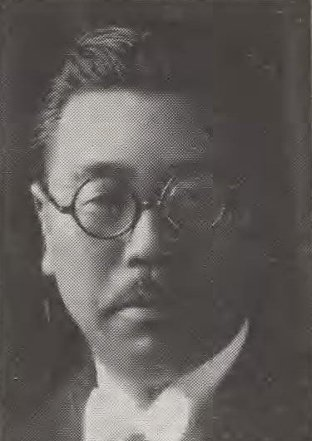
篠原義政

篠原 義政（しのはら よしまさ、1892年（明治25年）1月9日 – 1943年（昭和18年）7月16日）は、衆議院議員（立憲政友会）、弁護士。旧名は文治。

## 経歴
群馬県碓氷郡八幡村（現在の高崎市）出身。旧制高崎中学卒業。1916年（大正5年）に高等文官試験に合格し、翌年に東京帝国大学法科大学法律科を卒業した。内務省に入り、長野県属、東京府属、内務属を歴任した。1919年（大正8年）に内閣軍需局事務官となり、翌年には国勢院事務官に任命された。1922年（大正11年）に退官した後は弁護士・弁理士事務所を開業した。
1932年（昭和7年）、第18回衆議院議員総選挙に出馬し、当選。4回連続当選を果たした。

## 著書
- 『日本はどうなる？』（法学研究会、1930年）
- 『満洲縦横記』（国政研究会、1932年）